# Orthotrichia straeleni
Orthotrichia straeleni är en nattsländeart som beskrevs av Jacquemart 1956. Orthotrichia straeleni ingår i släktet Orthotrichia och familjen smånattsländor. Inga underarter finns listade i Catalogue of Life.